# Перельман (лунный кратер)
Перельман (лат. Perelʹman) — крупный древний ударный кратер в южном полушарии обратной стороны Луны. Название присвоено в честь российского и советского популяризатора физики, математики и астрономии Якова Исидоровича Перельмана (1882—1942) и утверждено Международным астрономическим союзом в 1970 г. Образование кратера относится к нектарскому периоду.

## Описание кратера

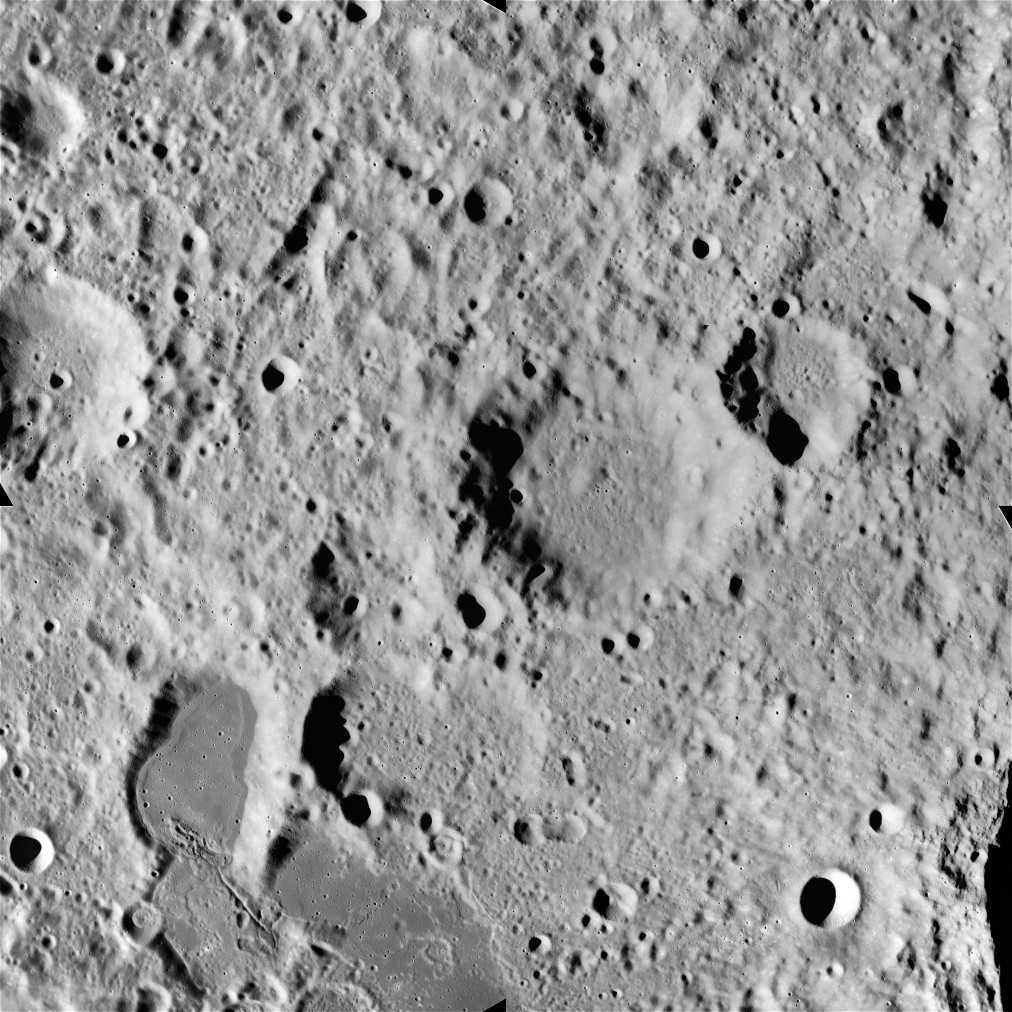
Кратер Перельман (в центральной области) и Bowditch (слева внизу) фото с борта Аполлон-15 (фото NASA).

Ближайшими соседями кратера являются кратер Боудич на западе-юго-западе; кратер Гильберт на севере-северо-востоке; кратер Олден на востоке и кратер Скалигер на юго-востоке. На юге-юго-западе от кратера Перельман располагается Озеро Одиночества. Селенографические координаты центра кратера 24°03′ ю. ш. 106°01′ в. д. / 24,05° ю. ш. 106,01° в. д., диаметр 48,9 км, глубина 2,3 км.
Кратер Перельман имеет циркулярную форму и значительно разрушен. Вал сглажен и перекрыт множеством мелких кратеров, к восточной части вала прилегает сателлитный кратер Перельман E. Внутренний склон неравномерный по ширине, максимальную ширину имеет в восточной части. Высота вала над окружающей местностью достигает 1090 м, объем кратера составляет приблизительно 1650 км³. Дно чаши пересеченное, в западной части чаши находится маленький чашеобразный кратер с высоким альбедо внутреннего склона. В центре чаши находится невысокий короткий хребет дельтовидной формы.

## Сателлитные кратеры

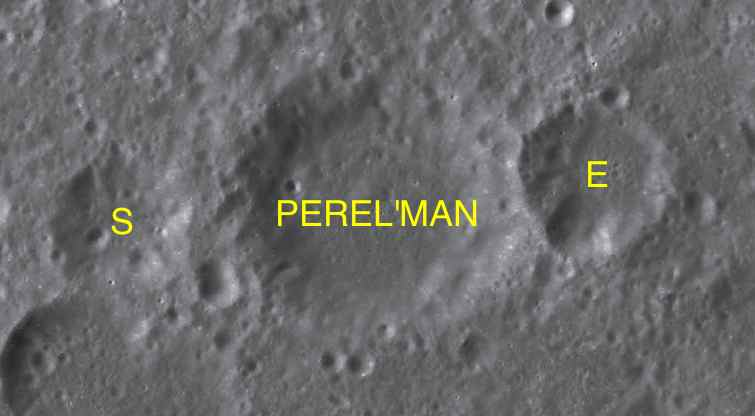
Фрагмент карты LAC-100.

| Перельман | Координаты                                              | Диаметр, км |
| --------- | ------------------------------------------------------- | ----------- |
| E         | 23°52′ ю. ш. 107°21′ в. д. / 23,87° ю. ш. 107,35° в. д. | 26,6        |
| S         | 24°17′ ю. ш. 104°28′ в. д. / 24,28° ю. ш. 104,46° в. д. | 23,6        |